# 譚維義
譚維義 （英語：Frank Dennis，1929年9月4日—），是一位來自美國的基督教傳教士與醫師，與妻子譚秀麗（Sally Dennis）一同在台灣台東縣默默為台灣人服務了三十餘年，至1994年退休。他是台東基督教醫院（Logefeil Memorial Hospital，羅吉費紀念醫院，簡稱「東基」）的創院院長，夫婦被尊稱為「譚爸」與「譚媽」，譚維義能流利使用國語、臺灣閩南語與阿美族語對話。
他在1994年獲得紫色大綬景星勳章。夫婦在2011年獲得「中華民國外僑永久居留證」，其事蹟已被寫入台灣小學生四年級的教科書當中。

## 生平

### 幼年至青年
譚維義在1929年出生於美國堪薩斯州，是家中獨子。父親法蘭克是當地亞麻籽油（Linseed oil）工廠廠長，母親艾莉絲是小學的美術老師。他幼時調皮，卻又體弱多病。當時的譚維義雖然有上教會做禮拜，但並無心接納基督教。直到15至16歲間，他的伯父死亡，留下了遺物《聖經》給譚維義。當時往返芝加哥打工的譚維義在路途中打發時間閱讀，才真正信仰上帝。
升上明尼蘇達大學後，譚維義就讀化學系，但此時他因為已有為他人服務的想法，而轉攻讀醫學院。此時就讀於同校護理學院的Sally，因對譚維義產生好感，託同樣習醫的哥哥Johnny打聽譚維義，兩人便陷入熱戀。在交往數月後，兩人於1953年結婚，此時譚維義大學四年級。

### 赴台行醫
畢業後，譚維義一邊在印地安人部落行醫，一邊向所屬教會協同會（The Evangelical Alliance Mission）打聽有無到非洲行醫的機會；但一封來自葉德華（Ren Edward Torjesen）牧師的信，使譚維義轉赴台灣。
葉德華在信中說，當時的台灣醫療落後，結核病氾濫，原住民普遍有砂眼，而當時的台灣人沒有就醫習慣，更嚴重的是當時骨折開刀並不盛行。於是譚維義在1961年，帶著妻子與子女，從洛杉磯搭貨輪，途經日本，三週後抵達台北，居住在溫州街98號。
在台灣的頭兩年，夫婦先學習中文，期間譚維義撥空至台東進行義診，因而感到台東於醫療方面的物資缺乏與人手不足。
1957至1966年，台灣爆發大規模小兒麻痺病情，每年有400至700名病例，年平均死亡數為225人。當時台灣自身醫療水準不足，擁有較先進技術的醫院是同樣由傳教士開設的屏東基督教醫院（簡稱「屏基」），遂成為台灣南部的醫療重鎮。1963年起，譚維義由教會安排，至屏基支援開刀，每個月中的一兩個星期也到台東的「成功診所」駐診。
1965年，譚維義直接搬家至台東看診，並在寶桑路開設第二處醫療站，即命名為「寶桑診所」。當年大年初二，譚維義在巡迴行醫時，發現了一位身患阿米巴膿腫的重症患者，而當時能執刀的醫院都因春節休息；譚維義只好找上公立的台東省立醫院，但當時的住院醫師認為病人救不活拒絕開刀，最後在譚維義提出由他本人開刀且承擔責任後才進行手術，取出約1000C.C的膿。

### 興辦醫院
經過此次事件後，譚維義下定決心要在台東興辦一間醫院，於是與妻子一同寄出超過百封信函，向所屬的北美教會與親友募款。同年年底，譚維義返回美國，在全美各地為了興建醫院進行勸募活動。1966年夏天，更獲得醫生同學與其他醫院致贈的三百箱雖然舊時但完好的醫療設備；秋天時達到目標8萬美金（約值當時320萬元新台幣），譚維義回到台東。
1969年，台東基督教醫院在馬蘭落成，初期有30張病床，兩個開刀房、急診室與X光室，在當年台灣屬於先進等級醫院。而由於台東縣居民屬多族群，有阿美族、魯凱族、卑南族，與華語、台語、客語等，所以譚維義還特別要求所有醫護人員至少都能說當中的三種語言，掛號處的員工則至少需會五種；在進行診療時，還會有一名原住民做翻譯。

### 克難療法
當時台灣藥品缺乏，且居民普遍窮困，譚維義常自掏腰包代付醫藥費或購買藥物，致使自己生活清貧；也因此在克難中發明了「火星塞療法」。緣由是當年台東尚未完全開發，週遭常有毒蛇出沒攻擊人類，譚維義想到了在摩托車發動時，利用火星塞發電讓毒液蛋白自然破壞。一次有位車禍病人林忠勇，譚維義為他開了十多次刀，但林的左腿始終麻痺，診斷為自體免疫性疾病。譚維義採用民俗療法，活捉當時台東四處可見的蜜蜂，讓蜜蜂螫叮病人麻痺處，而人體自身的免疫系統會因蜂毒侵入而抵抗蜂毒，從而治療自體免疫性疾病。當時來台灣參觀的美國人不贊成蜂毒療法，但在譚維義堅持下，四天後見效。
東基開業前三年，因為地處偏遠，招募醫療人員不易，譚維義一人包辦該院所有外科手術，幾乎24小時待診，唯一的休閒娛樂是每天中午妻子會做三明治送到醫院給他，兩人再到附近休息或潛水片刻。1970年時，譚維義僅是小兒痲痺開刀手術就已超過三百起，若計入其他外科手術，平均每天開刀超過一起。
同年，美國基督教阿尼色弗（Onesiphorus）總會，派傅約翰牧師（Rev. John Ford，1994年退休返美，曾獲頒中華民國特種領綬勳章）到台灣宣教與創設救助孩童的慈善機構，被譚維義說服，在偏遠的台東縣卑南鄉檳榔村設立了「阿尼色弗小兒麻痺之家」。經過協調後，由譚維義為小兒麻痺孩童醫療，傅約翰負責照顧孩童的生活起居，賓朗國小成立三個特殊班供其讀書。至此，台東也成為小兒麻痺患者的看護點之一。

### 危機與轉機
1972年，在東基逐漸補足人手之際，譚維義被診斷出感染肺結核，被當時的加拿大短期駐診醫生要求停止工作一個月治療，在譚維義煩惱醫師荒時，另一個美國宣教士醫師蘇輔道（Tim Stafford，1938年生，蒙大拿州人，在台灣行醫26年至退休返美，1993年在台灣獲得醫療奉獻獎）於4月時主動致信譚維義聯繫，帶著妻兒搬到台東；1978年夏天，龍樂德（Robert G. Long M.D，美國紐約人，第一屆醫療奉獻獎得主，2002年正式退休）也帶著妻子龍竹安（Judy）與孩子搬到台東，擔任東基小兒科醫師，並創設小兒科病房。

### 退休與晚年生活
在東基再度鬧人力荒的情形下，譚維義依舊堅持初衷。1993年，譚維義獲得醫療奉獻獎，但也在同年，雙手已經罹患關節炎；1994年，當時89歲，獨居多年的的母親艾莉絲寫信希望譚維義回家團聚陪陪老母，於是譚維義宣佈放下院長職務，交由蘇輔道接任。返美前，獲頒紫色大綬景星勳章。
退休後，譚維義雖然已卸下醫師職務不再執刀，但持續回台灣傳教。2002年，譚維義的故事被收錄於台灣小學生的課本中。
2009年，妻子無預警的中風，使得譚維義大受打擊。為了幫助妻子復健，他自行製作36種器材；也因為妻子喜歡音樂，他開始自學鋼琴；而因為妻子熱愛台灣食物，他也與妻子約定復健到一定程度，再帶她回台，妻子最後花費九個月復建後恢復近九成行動能力。
2011年，移民署致贈兩夫婦永久居留證，表彰兩人對台灣畢生的奉獻。
2014年9月，台灣的紙風車劇團製作舞台劇演出譚維義在台灣的故事向兩夫婦致敬。

### 口述歷史
- 電視節目專訪：台灣演義，《後山慈醫 譚維義》，2014-07-06[2014-10-30]
- 文字專訪：董倫賢牧師. . 路加傳道會.   [2014-10-30]. （原始内容存档于2014-10-30）.